# غراند إل بوش
غراند إل بوش (بالإنجليزية: Grand L. Bush)‏ مواليد 24 ديسمبر 1955 في لوس أنجلوس، هو ممثل أمريكي بدأ مسيرته الفنية سنة 1976. امتدت مسيرته الفنية لأكثر من 26 عاما.

## الأعمال
- السلاح القاتل (1987)
- موت قاسي (1988)
- رخصة للقتل (1989)
- قتال الشوارع (1994)
- فورست غامب (1994)

## روابط خارجية
- غراند إل بوش على موقع IMDb (الإنجليزية)
- غراند إل بوش على موقع ألو سيني (الفرنسية)
- غراند إل بوش على موقع أول موفي (الإنجليزية)
- غراند إل بوش على موقع قاعدة بيانات الأفلام السويدية (السويدية)
- غراند إل بوش على موقع قاعدة بيانات الفيلم (الإنجليزية)
- غراند إل بوش على موقع كينوبويسك (الروسية)